# 노랑지협쥐
노랑지협쥐(Isthmomys flavidus)는 비단털쥐과에 속하는 설치류의 일종이다. 파나마에서만 발견된다. 브라운 주니어(W. W. Brown, Jr.)가 치리키 화산 남부 경사면(8° 49' N, 82° 32' W)에서 발견했다. 해발 1000~1500m의 고지대에서 흔하게 발견되지만, 그 이상 또는 이하 높이에서 발견된 표본은 없다.